# Fuchsia vargasiana
Fuchsia vargasiana là một loài thực vật có hoa trong họ Anh thảo chiều. Loài này được Munz ex Vargas mô tả khoa học đầu tiên năm 1946.